# Frankrijk op de Olympische Winterspelen 1948
Tijdens de Olympische Winterspelen van 1948, die in Sankt Moritz (Zwitserland) werden gehouden, nam Frankrijk voor de vijfde keer deel.

## Medailleoverzicht
| Sport       | Olympiër       | Discipline     | Medaille |
| ----------- | -------------- | -------------- | -------- |
| Alpineskiën | Henri Oreiller | afdaling (m)   | Goud     |
| Alpineskiën | Henri Oreiller | combinatie (m) | Goud     |
| Alpineskiën | James Couttet  | slalom (m)     | Zilver   |
| Alpineskiën | James Couttet  | combinatie (m) | Brons    |
| Alpineskiën | Henri Oreiller | slalom (m)     | Brons    |

## Deelnemers en resultaten

### Alpineskiën
| Olympiër                    | Discipline     | Resultaat | Prestatie                                                                       |
| --------------------------- | -------------- | --------- | ------------------------------------------------------------------------------- |
| James Couttet               | afdaling (m)   | 13e       | 3.07,3 (+12,3)                                                                  |
| James Couttet               | slalom (m)     | Zilver    | 2.10,8 (+0,5) 1.07,5+1.03,3                                                     |
| James Couttet               | combinatie (m) | Brons     | 6,95 punten (+3,68) afdaling: 6,95 p (3.07,3) slalom: 0,00 p (1.08,7+1.06,2)    |
| Guy de Huertas              | afdaling (m)   | 23e       | 3.12,0 (+17,0)                                                                  |
| Desirè Lacroix              | slalom (m)     | 15e       | 2.19,9 (+9,6) 1.09,9+1.10,0                                                     |
| Henri Oreiller              | afdaling (m)   | Goud      | 2.55,0                                                                          |
| Henri Oreiller              | slalom (m)     | Brons     | 2.12,8 (+2,5) 1.08,0+1.04,8                                                     |
| Henri Oreiller              | combinatie (m) | Goud      | 3,27 punten afdaling: 0,00 p (2.55,0) slalom: 3,27 p (1.12,3+1.10,0)            |
| Georges Panisset            | afdaling (m)   | 23e       | 3.12,0 (+17,0)                                                                  |
| Georges Panisset            | combinatie (m) | 18e       | 18,38 punten (+15,11) afdaling: 9,38 p (3.12,0) slalom: 9,00 p (1.19,8+1.15,5)  |
| Claude Penz                 | afdaling (m)   | 34e       | 3.19,2 (+24,2)                                                                  |
| Claude Penz                 | slalom (m)     | 34e       | 2.40,1 (+29,8) 1.29,2+1.10,9                                                    |
| Claude Penz                 | combinatie (m) | 24e       | 22,98 punten (+19,71) afdaling: 13,46 p (3.19,2) slalom: 9,52 p (1.14,7+1.21,8) |
| Fernande Bayetto            | afdaling (v)   | 21e       | 2.43,1 (+14,8)                                                                  |
| Micheline Desmazières       | afdaling (v)   | 29e       | 2.50,2 (+21,9)                                                                  |
| Françoise Gignoux           | afdaling (v)   | 7e        | 2.32,4 (+4,1)                                                                   |
| Françoise Gignoux           | slalom (v)     | 12e       | 2.10,3 (+13,1) 1.05,0+1.05,3                                                    |
| Françoise Gignoux           | combinatie (v) | 5e        | 8,14 punten (+1,56) afdaling: 2,69 p (2.32,4) slalom: 5,45 p (1.03,8+1.05,2)    |
| Georgette Miller-Thiollière | afdaling (v)   | 31e       | 2.52,4 (+24,1)                                                                  |
| Georgette Miller-Thiollière | slalom (v)     | 4e        | 1.58,8 (+1,6) 1.00,8+58,0                                                       |
| Georgette Miller-Thiollière | combinatie (v) | 20e       | 25,79 punten (+19,21) afdaling: 15,49 p (2.52,4) slalom: 10,3 p (1.03,9+1.14,8) |
| Lucienne Schmidt-Couttet    | afdaling (v)   | 10e       | 2.35,2 (+6,9)                                                                   |
| Lucienne Schmidt-Couttet    | slalom (v)     | 20e       | 2.20,6 (+23,4) 1.00,1+1.20,5                                                    |
| Lucienne Schmidt-Couttet    | combinatie (v) | 10e       | 11,50 punten (+4,92) afdaling: 4,35 p (2.35,2) slalom: 7,15 p (1.04,0+1.08,4)   |
| Suzanne Thiollière          | afdaling (v)   | 6e        | 2.31,4 (+3,1)                                                                   |
| Suzanne Thiollière          | slalom (v)     | dnf       | opgave                                                                          |
| Suzanne Thiollière          | combinatie (v) | 10e       | 11,50 punten (+4,92) afdaling: 2,05 p (2.31,4) slalom: 9,45 p (1.15,0+1.02,0)   |

### Bobsleeën
| Olympiër                                                          | Discipline                 | Resultaat | Prestatie                                          |
| ----------------------------------------------------------------- | -------------------------- | --------- | -------------------------------------------------- |
| Achille Fould Henri Evrot                                         | 2-mansbob (m) Frankrijk I  | 11e       | 5.40,4 (+11,2) (1.25,8 / 1.25,3 / 1.24,7 / 1.24,6) |
| William Hirigoyen Louis Saint-Calbre                              | 2-mansbob (m) Frankrijk II | 12e       | 5.40,5 (+11,3) (1.25,8 / 1.25,0 / 1.24,9 / 1.24,8) |
| René Charlet Jean Morin Jacques Descatoire Amédée Ronzel          | 4-mansbob (m) Frankrijk I  | 9e        | 5.29,4 (+9,3) (1.18,9 / 1.22,2 / 1.23,8 / 1.24,5)  |
| Gilbert Achart-Picart Félix Bonnat Louis Saint-Calbre Henri Evrot | 4-mansbob (m) Frankrijk II | 13e       | 5.35,4 (+15,3) (1.20,7 / 1.24,7 / 1.24,7 / 1.25,3) |

### Kunstrijden
| Olympiër (deelname)          | Discipline | Resultaat | Prestatie                 |
| ---------------------------- | ---------- | --------- | ------------------------- |
| Jacqueline du Bief           | vrouwen    | 16e       | pc. 147,5; 139,022 punten |
| Denise Favart Jacques Favart | paarrijden | 14e       | pc. 139,0; 8,700 punten   |

### Langlaufen
| Olympiër                                               | Discipline        | Resultaat | Prestatie                                       |
| ------------------------------------------------------ | ----------------- | --------- | ----------------------------------------------- |
| Benoît Carrara                                         | 18 km (m)         | 11e       | 1:20.03 (+6.13)                                 |
| Marius Mora                                            | 18 km (m)         | 37e       | 1:25.06 (+11.16)                                |
| René Jeandel                                           | 18 km (m)         | 42e       | 1:25.57 (+12.07)                                |
| André Buffard                                          | 18 km (m)         | 44e       | 1:27.18 (+13.28)                                |
| Paul Bouveret                                          | 18 km (m)         | 48e       | 1:28.07 (+14.17)                                |
| Walter Jeandel                                         | 18 km (m)         | 71e       | 1:34.19 (+21.29)                                |
| René Jeandel Gérard Perrier Marius Mora Benoît Carrara | 4x10 km estafette | 7e        | 2:51.53 (+4.05) (42.54 / 42.28 / 42.43 / 43.48) |

### Noordse combinatie
| Olympiër       | Discipline | Resultaat | Prestatie                                                              |
| -------------- | ---------- | --------- | ---------------------------------------------------------------------- |
| René Jeandel   | mannen     | 19e       | 371,10 punten 18 km: 189,00 (1:25.57) schans: 182,1 (52,0+54,0+56,5 m) |
| Walter Jeandel | mannen     | 30e       | 339,60 punten 18 km: 147,00 (1:34.19) schans: 192,6 (60,5+59,0+59,5 m) |

### Schansspringen
| Olympiër        | Discipline | Resultaat | Prestatie                  |
| --------------- | ---------- | --------- | -------------------------- |
| Arsène Lucchini | mannen     | 22e       | 198,0 punten (62,5+65,5 m) |
| James Couttet   | mannen     | 25e       | 194,3 punten (54,5+58,0 m) |
| Régis Charlet   | mannen     | 26e       | 193,7 punten (58,0+59,5 m) |
| Jean Monnier    | mannen     | 31e       | 188,5 punten (56,0+60,0 m) |

### Skeleton
| Olympiër          | Discipline | Resultaat | Prestatie                                       |
| ----------------- | ---------- | --------- | ----------------------------------------------- |
| William Hirigoyen | mannen     | 13e       | opgave (0.52,7 / 0.49,9 / 0.51,0 / dns / — / —) |

Argentinië · België · Bulgarije · Canada · Chili · Denemarken · Finland · Frankrijk · Griekenland · Groot-Brittannië · Hongarije · IJsland · Italië · Joegoslavië · Libanon · Liechtenstein · Nederland · Noorwegen · Oostenrijk · Polen · Roemenië · Spanje · Tsjecho-Slowakije · Turkije · Verenigde Staten · Zuid-Korea · Zweden · Zwitserland